# Zrak ON-M76B
La Zrak ON-M76B è un'ottica di precisione prodotta dall'azienda bosniaca Zrak.

## ON M76B
È un'ottica militare realizzata appositamente per il fucile di precisione Zastava M76.
È dotata di torrette pretarate per la munizione M-75   dell'7,92 × 57 mm Mauser, con un alzo fino ai 1200 m.
Il reticolo è di tipo a stadia con riferimenti per determinare la distanza di un bersaglio alto 175 cm fino a 800 m.
L'ottica funge anche da rilevatore IR passivo.
Il reticolo, a differenza della PSO-1 russa, è illuminata da una fonte di trizio non sostituibile.

## Caratteristiche ottiche
L'ottica ha 4 ingrandimenti fissi.
Un campo visivo di 5°10'
La pupilla d'uscita è di 6 mm.
La distanza di messa a fuoco è di 77 mm.

## Armi che la utilizzano

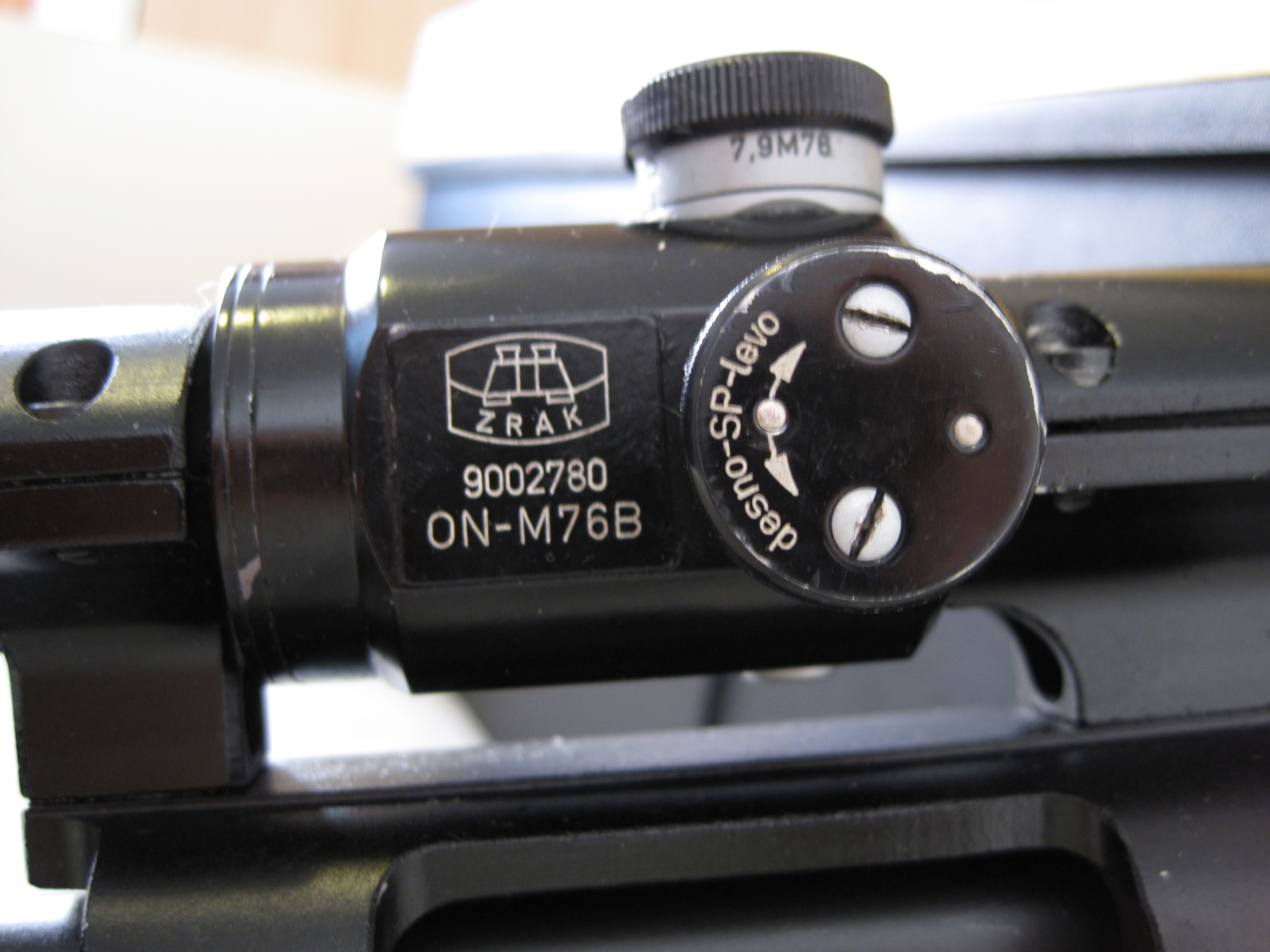
Torretta.

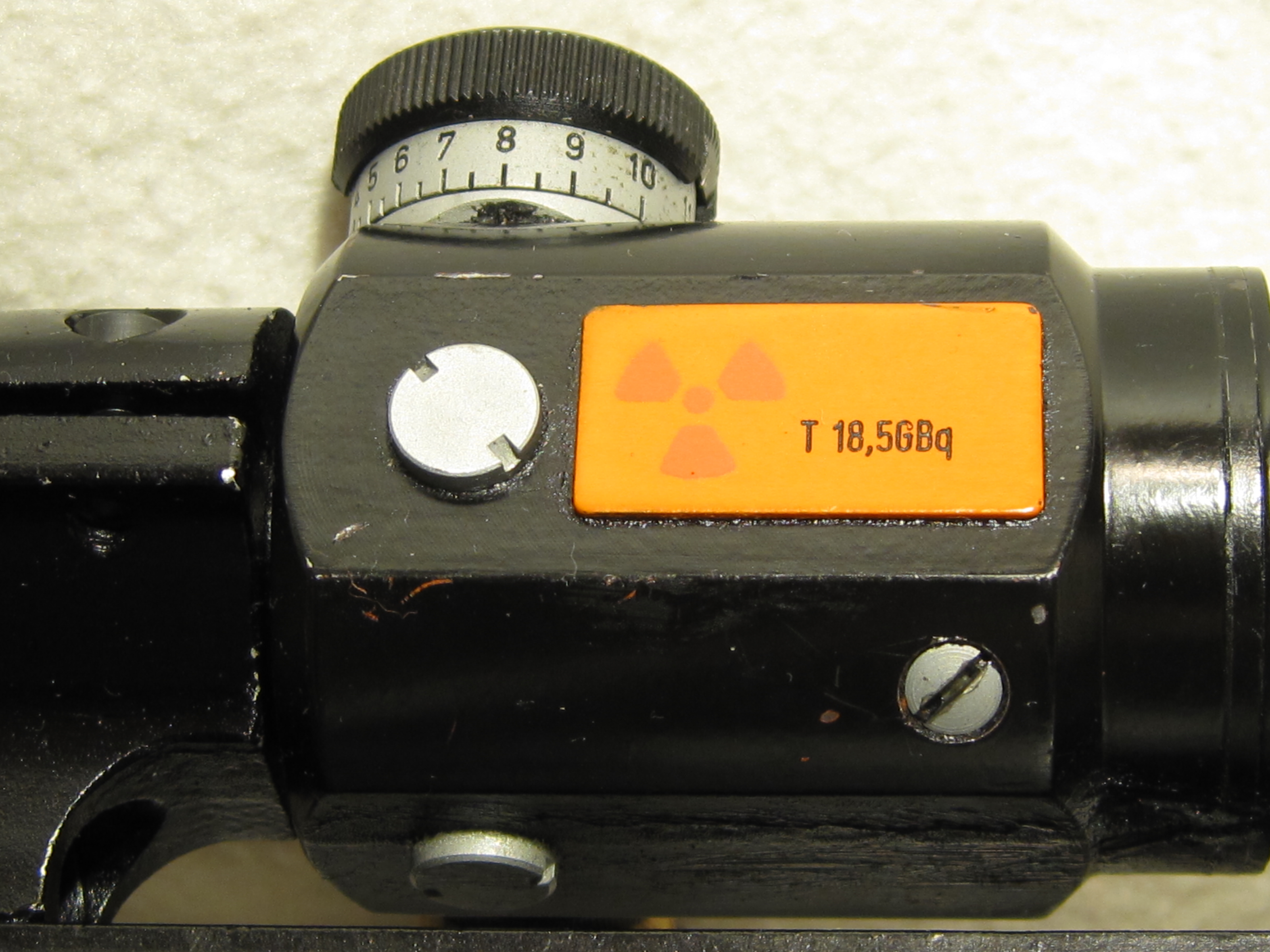
Avviso trizio.

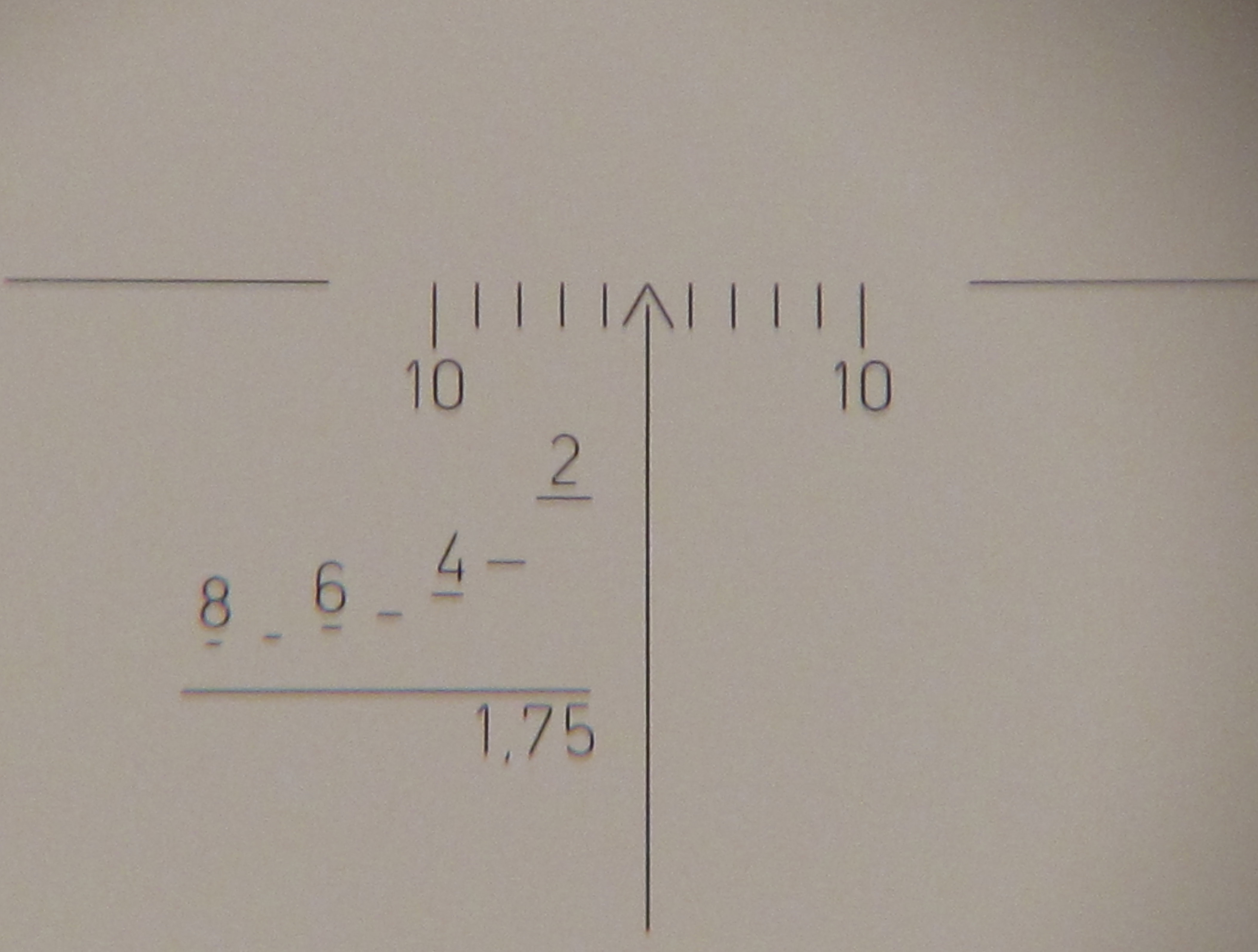
Come appare il reticolo.

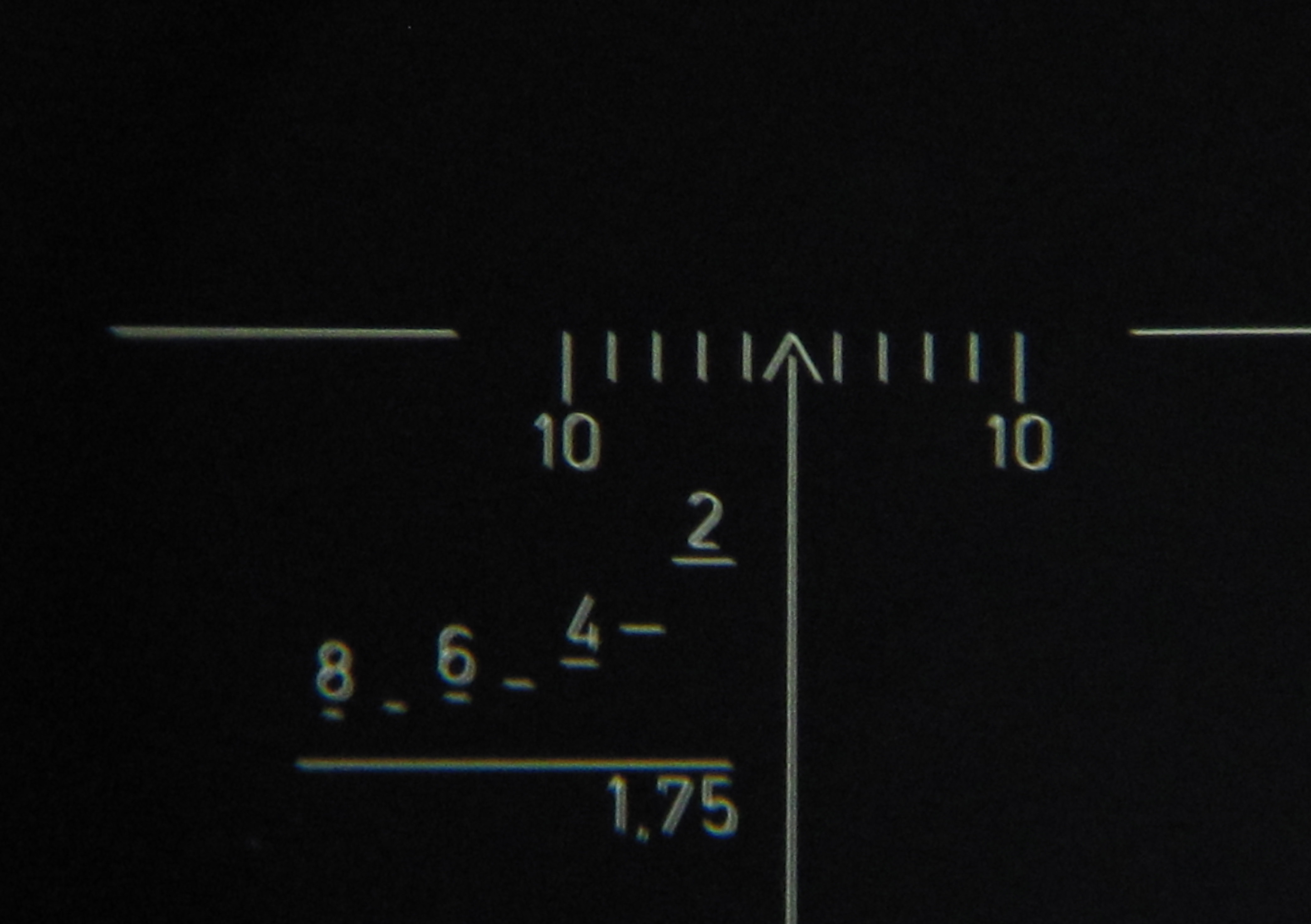
Come appare il reticolo al buio.

- Zastava M76